# 서열 위치 효과

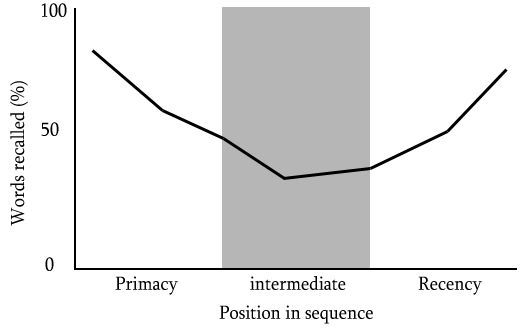
U자 모양의 서열 위치 곡선을 보이는 그래프. 서열 위치 효과에 의해 만들어진 것이다.

서열 위치 효과(序列位置效果, serial-position effect)는 서열 안의 처음과 마지막 항목을 가장 잘 기억하고, 중간의 항목들을 잘 기억하지 못하는 기질을 말한다. 이 용어는 헤르만 에빙하우스가 직접 연구를 수행하면서 만들어낸 용어이며 연구 목록 내의 항목 위치에 따라 재현 정확도가 다양하다는 것을 발견하였다. 임의의 순서의 항목 목록을 회상하라고 요청받을 때(자유 회상) 사람들은 목록의 마지막 것과 함께 회상을 시작하고 해당 항목들을 가장 잘 회상하는 경향이 있는데 이를 최신 효과(recency effect)라고 한다. 더 이전의 목록 항목 중 최초의 일부 항목은 중간의 항목들보다 더 자주 회상하는 경향이 있는데 이를 초두 효과(primacy effect)라고 한다.
초두효과를 제안한 한 가지 이유는 제시되는 초기 항목들이 장기 기억으로 가장 효율적으로 저장된다는 점으로, 이는 이것들을 처리하는 양이 더 큰 데 기인한다. (최초의 목록 항목은 스스로 반복이 가능하며, 2번째 것은 처음 것과 함께 반복되어야 하며 3번째는 첫 번째와 두 번째 항목과 함께 반복되어야 하는 식이다.) 초두 효과는 항목이 빠르게 제시될 때 감소되며 천천히 제시될 때 강화된다. (각 항목의 처리를 감소시키고 강화시키는 요인, 즉 영구적인 기억) 더 긴 표현 목록은 초두 효과를 감소시키는 것으로 확인되고 있다.
영구적인 장기 기억을 형성하는 능력이 부족한 기억상실의 경우 초두 효과를 보이지 않으나 회상이 학습 직후 발생하는 경우 최신 효과를 보인다. 알츠하이머병 환자들은 초두 효과 감소를 보이지만 회상 시 최신 효과를 나타내지는 못한다.

## 같이 보기
- 헨리 몰래슨
- 학습 곡선

## 내용주
1. ↑  Coleman, Andrew (2006). 《Dictionary of Psychology (Second Edition)》. Oxford University Press. 688쪽.
2. ↑  Ebbinghaus, Hermann (1913). 《On memory: A contribution to experimental psychology》. New York: Teachers College.
3. ↑  Deese and Kaufman (1957) Serial effects in recall of unorganized and sequentially organized verbal material, J Exp Psychol. 1957 Sep;54(3):180-7
4. 1 2  Murdock, Bennet (1962). “Serial Position Effect of Free Recall” (PDF). 《Journal of Experimental Psychology》 64 (5): 482–488. doi:10.1037/h0045106. 2016년 12월 21일에 원본 문서 (PDF)에서 보존된 문서. 2018년 7월 14일에 확인함.
5. ↑  Carlesimo, Giovanni; G.A. Marfia; A. Loasses; C. Caltagirone (1996). “Recency effect in anterograde amneisa: Evidence for distinct memory stores underlying enhanced retrieval of terminal items in immediate and delayed recall paradigms”. 《Neuropsychologia》 34 (3): 177–184. doi:10.1016/0028-3932(95)00100-x.
6. ↑  Bayley, Peter J.; David P. Salmon; Mark W. Bondi; Barbara K. Bui; John Olichney; Dean C. Delis; Ronald G. Thomas; Leon J. Thai (March 2000). “Comparison of the serial-position effect in very mild Alzheimer's disease, mild Alzheimer's disease, and amnesia associated with electroconvulsive therapy”. 《Journal of the International Neuropsychological Society》 6 (3): 290–298. doi:10.1017/S1355617700633040.

## 추가 문헌
- Liebermann, David A. Learning and memory: An integrative approach. Belmont, CA: Thomson/Wadsworth, 2004, ISBN 978-0-534-61974-9.